# 程如丝
程如丝（?—?），清朝汉军正白旗人，官至四川按察使，雍正年間著名貪官。
初於夔州就任，夔州知府乔铎与程如丝商议，每年收税五万多两，只须报每年实收兩万多两即可，其餘可中飽私囊。後官至马湖知府。雍正年間官至夔州知府。四川地產食盐，大多由长江运往武昌行销。程如丝至夔，凡商家所有之盐尽以半价强买之。私商不服，程如丝以乡勇數千人镇压，鸟枪弓矢竞发，商人过客毙者无數。
雍正元年（1723年），其上司及同謀四川巡撫蔡珽污辱重庆知府蒋兴仁，逼其自杀，蔡珽谎报蒋因病而亡，被年羹尧弹劾。雍正三年（1725年）正月，蔡珽被押解进京。當時雍正因不滿年羹尧专横跋扈，贬为杭州将军，因此反而為蔡珽解套，稱他“学问素优，人品端方”，雍正三年（1725）正月二十二日，雍正帝下令将蔡珽从宽免罪，以此打击年羹尧。後蔡珽與其狼狽為奸、官官相衛更甚，聲稱其為“四川第一清官”。
雍正四年十一月，川陕总督岳钟琪奏稱程如丝因贩卖私盐，毙伤多人。雍正卻说：“多年来，曾在朕前密参的谤书有一箧之多，可朕从无理它”。在婁山關，楊名時撤程如絲的職。雍正下令刑部侍郎黄炳、四川巡抚马会伯一同调查，雍正五年（1727年）五月，查出蔡珽得程如丝贓款，賄银六万六千两，金子九百两。最後程如丝论死，蔡珽定为斩监候。程如丝畏罪自杀。